# Август Бір
Август Бір (нім. August Bier; 24 листопада 1861 — 12 березня 1949) — німецький хірург. 

## Біографія
Народився в родині землеміра. Вивчав медицину в Берлінському університеті Гумбольдта, Лейпцизькому і Кільському університеті. Після захисту дисертації деякий час працював сільським лікарем, згодом був корабельним лікарем на судах, що ходили в Центральній і Південній Америці. У 1888 році став асистентом на кафедрі хірургії Кільського університету Крістіана Альбрехта, в 1889 році захистив габілітаційну дисертацію, в 1894 році став асоційованим професором, в 1899 році перейшов на професорську посаду в Грайфсвальдський університет. У 1903 році став професором Боннського університету, де викладав до 1907 року, після чого перейшов до Берліна, де став професором хірургії Таємної ради і головним хірургом в берлінському лікарняному комплексі «Шаріте», займаючи цю посаду до 1928 року. У 1911 році став президентом Німецького хірургічного товариства. Остаточно вийшов у відставку в званні почесного професора в 1932 році. Після цього протягом року очолював Академію фізичної підготовки.
Август Бір першим застосував спинальну анестезію, яку він виконав 16 серпня 1898 року в Королівському хірургічному госпіталі Кільского університету Крістіана Альбрехта, і внутрішньовенну регіонарну анестезію, яку він виконав в 1908 році, причому Бір і його учень А. Гільдебрандт особисто на собі відчули дію нового методу анестезії. Бір також вважається одним з піонерів в області спортивної медицини, прочитавши в Берлінському університеті в 1919 році перші лекції з цієї дисципліни.  Бір вважався одним з найавторитетніших хірургів і лікарів в цілому свого часу і лікував багатьох знаменитих людей своєї епохи, в тому числі імператора Вільгельма II.

## Нагороди
- Орден Червоного орла 2-го класу з дубовим листям
- Орден Корони (Пруссія) 2-го класу
- Королівський орден дому Гогенцоллернів, командорський хрест (1918)
- Орлиний щит Німецької імперії (24 листопада 1936)
- Німецька національна премія за мистецтво і науку (1937) — спільно з Фердинандом Зауербрухом.
- Почесний доктор п'яти навчальних закладів